# Velojournal
Velojournal ist eine Schweizer Zweiradfachzeitschrift; sie begleitet die technische Entwicklung von Velos und E-Bikes, spürt Trends auf, ordnet kritisch ein und kommentiert das Geschehen der Schweizer Velopolitik. Die Zeitschrift erscheint fünfmal pro Jahr und hat 2022/2023 eine WEMF/KS-beglaubigte Auflage von 21'470 Ex., Total verkaufte Exemplare 21'377 Ex. (bis 2023). Der Verkaufspreis am Kiosk beträgt CHF 9.50. 
Velojournal war bis Ende 2023 das Verbandsorgan von Pro Velo Schweiz. Seit 2024 erscheint das Magazin unabhängig von Pro Velo. Herausgeberin ist die Velomedien AG. 

## Inhalt
Zum inhaltlichen Spektrum gehören die Veloförderung im Allgemeinen, Reiseberichte, Hintergründe und Dossiers von Kultur bis Sport im Speziellen. Tipps, Tests, oft in Zusammenarbeit mit dem Schweizer Fernsehen und der Konsumentenzeitschrift K-Tipp, runden das Angebot ab.

## Geschichte
1986 gründete die IG Velo Zürich die Veloziitig als Nachfolge des bisherigen Vereinsblatts Katzenauge. Die Veloziitig blieb bis Ende 1992 das Organ der IG Velo Zürich, bevor sie im neu gegründeten Velojournal aufging. 1994 wurde Velojournal das offizielle Organ der IG Velo Schweiz, seit 1995 legt die IG Velo Bern der Mantelausgabe eine regionale Ausgabe bei, seit 1998 die IG Velo beider Basel, später Luzern.